# Gouleta
Gouleta is een geslacht van kevers uit de familie van de loopkevers (Carabidae). De wetenschappelijke naam van het geslacht is voor het eerst geldig gepubliceerd in 1994 door Erwin.

## Soorten
Het geslacht Gouleta omvat de volgende soorten:
- Gouleta cayennensis (Dejean, 1831)
- Gouleta gentryi Erwin, 1994
- Gouleta notiophiloides (Erwin, 1973)
- Gouleta spangleri (Erwin, 1973)